# Arques (Pas de Calais)
Arques és un municipi francès situat al departament del Pas de Calais i a la regió dels Alts de França. L'any 2007 tenia 9.656 habitants.

## Demografia

### Població
El 2007 la població de fet d'Arques era de 9.656 persones. Hi havia 3.732 famílies de les quals 1.063 eren unipersonals (406 homes vivint sols i 657 dones vivint soles), 1.032 parelles sense fills, 1.247 parelles amb fills i 390 famílies monoparentals amb fills.
La població ha evolucionat segons el següent gràfic:
Habitants censats

### Habitatges
El 2007 hi havia 4.121 habitatges, 3.857 eren l'habitatge principal de la família, 9 eren segones residències i 255 estaven desocupats. 3.199 eren cases i 909 eren apartaments. Dels 3.857 habitatges principals, 2.251 estaven ocupats pels seus propietaris, 1.564 estaven llogats i ocupats pels llogaters i 42 estaven cedits a títol gratuït; 42 tenien una cambra, 268 en tenien dues, 579 en tenien tres, 989 en tenien quatre i 1.980 en tenien cinc o més. 2.727 habitatges disposaven pel capbaix d'una plaça de pàrquing. A 2.118 habitatges hi havia un automòbil i a 1.096 n'hi havia dos o més.

### Piràmide de població
La piràmide de població per edats i sexe el 2009 era:
| Homes | Edats   | Dones |
| ----- | ------- | ----- |
| 0     | 95 o +  | 1     |
| 1     | 90 a 94 | 32    |
| 29    | 85 a 89 | 95    |
| 51    | 80 a 84 | 75    |
| 83    | 75 a 79 | 161   |
| 135   | 70 a 74 | 215   |
| 241   | 65 a 69 | 225   |
| 256   | 60 a 64 | 305   |
| 149   | 55 a 59 | 186   |
| 266   | 50 a 54 | 271   |
| 291   | 45 a 49 | 273   |
| 296   | 40 a 44 | 284   |
| 414   | 35 a 39 | 342   |
| 423   | 30 a 34 | 411   |
| 385   | 25 a 29 | 375   |
| 262   | 20 a 24 | 269   |
| 250   | 15 a 19 | 276   |
| 330   | 10 a 14 | 358   |
| 322   | 5 a 9   | 404   |
| 271   | 0 a 4   | 262   |

## Economia
El 2007 la població en edat de treballar era de 6.195 persones, 4.149 eren actives i 2.046 eren inactives. De les 4.149 persones actives 3.567 estaven ocupades (2.013 homes i 1.554 dones) i 583 estaven aturades (249 homes i 334 dones). De les 2.046 persones inactives 616 estaven jubilades, 590 estaven estudiant i 840 estaven classificades com a «altres inactius».

### Ingressos
El 2009 a Arques hi havia 4.041 unitats fiscals que integraven 10.169 persones, la mediana anual d'ingressos fiscals per persona era de 14.332 €.

### Activitats econòmiques
Dels 381 establiments que hi havia el 2007, 9 eren d'empreses extractives, 9 d'empreses alimentàries, 2 d'empreses de fabricació d'elements pel transport, 26 d'empreses de fabricació d'altres productes industrials, 39 d'empreses de construcció, 99 d'empreses de comerç i reparació d'automòbils, 15 d'empreses de transport, 31 d'empreses d'hostatgeria i restauració, 27 d'empreses financeres, 18 d'empreses immobiliàries, 28 d'empreses de serveis, 37 d'entitats de l'administració pública i 41 d'empreses classificades com a «altres activitats de serveis».
Dels 88 establiments de servei als particulars que hi havia el 2009, 1 era una oficina de correu, 8 oficines bancàries, 5 funeràries, 6 tallers de reparació d'automòbils i de material agrícola, 2 tallers d'inspecció tècnica de vehicles, 2 autoescoles, 6 paletes, 4 guixaires pintors, 6 fusteries, 7 lampisteries, 5 electricistes, 1 empresa de construcció, 17 perruqueries, 2 veterinaris, 12 restaurants, 1 agència immobiliària i 3 salons de bellesa.
Dels 40 establiments comercials que hi havia el 2009, 3 eren supermercats, 1 un supermercat, 3 botiges de menys de 120 m², 3 fleques, 2 carnisseries, 1 una peixateria, 4 botigues de roba, 3 botigues d'equipament de la llar, 2 sabateries, 1 una sabateria, 3 botigues de mobles, 4 botigues de material esportiu, 3 botigues de material de revestiment de parets i terra, 2 drogueries i 5 floristeries.
L'any 2000 a Arques hi havia 12 explotacions agrícoles que ocupaven un total de 426 hectàrees.

## Equipaments sanitaris i escolars
Els 4 equipaments sanitaris que hi havia el 2009 eren farmàcies.
El 2009 hi havia 3 escoles maternals i 6 escoles elementals. Arques disposava d'un col·legi d'educació secundària amb 463 alumnes.

## Poblacions més properes
El següent diagrama mostra les poblacions més properes.